# يطبات
يطبات (العبرية: יָטְבָתָה) هي منطقة ذُكرت في العهد القديم، وهي واحدة من محطات بني إسرائيل في البرية أثناء التيه بعد خروجهم من مصر بين ترحالهم من حور الجدجاد إلى عبرونة.
كلمة «يُطْبات» عبريّة تعني «الطيبات»، وكانت أرض أنهار ماء حسب الكتاب المقدس،
يُحتمل أن تكون يوتوفاتا أو سبخة الطابا وبئر الطابا، التي تبعد حوالي 22 ميلًا شمال العقبة، في منطقة وادي عربة، وهي منطقة غنية بمستنقعات الملح، والتي قد تكون أثار لمجاري مائية مالحة.